# Distretto di Chetaïbi
Il distretto di Chetaïbi è un distretto della provincia di Annaba, in Algeria.

## Comuni
Il distretto di Chetaïbi  comprende 1 comune:
- Chetaïbi